# Picatrix. La scala per l'inferno
Picatrix. La scala per l′inferno  è un romanzo del 1998 di Valerio Evangelisti, facente parte della serie incentrata sull′Inquisitore Nicolas Eymerich.

## Trama
Saragozza, Spagna, anno 1361. Nicolas Eymerich, Inquisitore del Regno d′Aragona, dopo aver fallito un rituale d′esorcismo nei confronti di un cristiano rinnegato, sarà costretto a indagare nella moreria della sua città, accompagnato dal marrano Alatzar.
Per risolvere i misteri legati alla discesa sulla terra di ruote di luce e mostri cinocefali, che uccidono chiunque possieda una copia del libro Picatrix, l′Inquisitore dovrà unire le forze con il poeta arabo Ibn Haldun.
La chiave del mistero porterà Eymerich ad attraversare le Colonne d′Ercole, per recarsi nelle Isole Felici e annullare la profezia secondo cui il regno dei cristiani finirà tra “teste di cane e alberi di sangue”.
Intanto nel XXI secolo, il fisico Marcus Frullifer indaga in un manicomio nel quale i ricoverati abbaiano come cani, mentre le armate di RACHE ed Euroforce uniscono temporaneamente le forze per combattere un re-stregone africano.
Al termine della vicenda, Nicolas Eymerich dovrà affrontare i sentimenti provati nei confronti della prigioniera ebrea Myriam.

## Edizioni
- Valerio Evangelisti, Picatrix. La scala per l′Inferno, Urania n. 1330, Arnoldo Mondadori Editore, 1998.
- Valerio Evangelisti, Picatrix. La scala per l′Inferno, Piccola Biblioteca Oscar, Arnoldo Mondadori Editore, 2006,  p. 344, ISBN 88-04-55874-1.